# Max Morlock
Maximilian Morlock (ur. 11 maja 1925 w Norymberdze, zm. 10 września 1994 tamże) – niemiecki piłkarz, który występował na pozycji napastnika. Złoty medalista Mistrzostw Świata 1954.
Treningi zaczynał w Eintrachtcie Norymberga, jednak niemal całą karierę spędził w sławniejszym klubie z rodzinnego miasta - 1. FC Nürnberg. W 1. FC grał przez niemal ćwierć wieku, w latach 1940-1964. W tym czasie w 472 ligowych meczach strzelił 294 bramki. Karierę zakończył po debiutanckim sezonie Bundesligi (21 spotkań, 8 trafień). W 1961 został wybrany niemieckim piłkarzem roku.
W reprezentacji Niemiec zadebiutował 22 listopada 1950 w meczu ze Szwajcarią. Do 1958 rozegrał w kadrze 26 spotkań i strzelił 21 goli. Podczas MŚ 54 miał pewne miejsce w podstawowym składzie i zdobył 6 bramek, w tym jedną w zwycięskim finale z Węgrami.